# Жива вода (фільм)
«Жива вода» — радянський художній фільм 1971 року, знятий на Кіностудії ім. О. Довженка.

## Сюжет
У фільмі показана історія кохання красуні Данки і лісничого Антона та їх боротьба за свою любов і за старий гай — красу і гордість карпатського села, в якому все частіше і частіше чується стукіт сокири.

## У ролях
- Зінаїда Кирієнко — Данка Крилюк
- Лесь Сердюк — Антон Дем'янович, лісник
- Іван Гаврилюк — Богдан, син Данки
- Наталія Наум — Христина
- Віталій Смоляк — Кашич
- Олександр Биструшкін — Андрій, син Данки
- Галина Кравцова — Ірина
- Микола Наталушко — директор
- Ганна Ніколаєва — епізод
- Зиновій Гердт — епізод

## Знімальна група
- Режисер-постановник — Григорій Кохан
- Сценарист — Тамара Шевченко
- Оператор-постановник — Олександр Антипенко
- Композитор — Мирослав Скорик
- Художник-постановник — Петро Максименко
- Звукооператор — Юрій Риков